# ديني أنتوي
ديني أنتوي (بالإنجليزية: Denny Antwi)‏ هو لاعب كرة قدم غاني، ولد في 12 يناير 1993 في أكرا في غانا. لعب مع نادي كلنتن ونادي هارتس أوف أوك ونادي التعاون الإماراتي ونادي الصفا السعودي.

## وصلات خارجية
- ديني أنتوي على موقع قاعدة بيانات كرة القدم.إي يو (الإنجليزية)
- ديني أنتوي على موقع Soccerway.com (الإنجليزية)
- ديني أنتوي على موقع عالم كرة القدم.نت (الإنجليزية)